# Дзивинский, Плацид

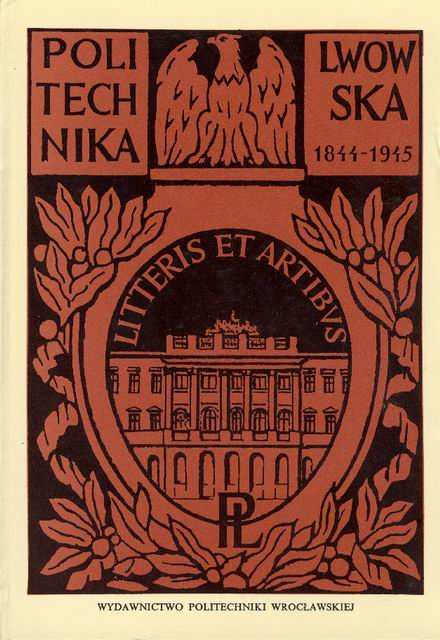
Эмблема Львовской политехники до 1939 г

Плацид Здислав Дзивинский (пол. Placyd Zdzisław Dziwiński) (5 ноября 1851 в Пеньковцах возле Збаража в Галиции, (Австро-Венгрия) — 13 июля 1936 во Львовe) — польский математик.
В 1886—1925 — профессор математики Львовской Политехники, был деканом машиностроительного факультета и факультета технической химии.
В 1893—1894 — ректор Львовского политехнического института.
С 1925 — на пенсии, в 1926 ему было присвоено звание почетного профессора Львовского политехнического института.
В конце XIX в. проводил исследования по истории польской математики.
Был членом Политехнического общества во Львове. Возглавлял редакцию технического журнала. Являлся одним из основателей и действительным членом Общества содействия развитию польской науки в Львове.
Автор ряда учебников для средних и высших учебных заведений и трудов по истории математики.
Умер во Львове и похоронен на Лычаковском кладбище.

## Отдельные труды
- Liczby kierunkowe, ich znaczenie i za stosowanie w matematyce. Kraków, 1882
- Zasady algebry dla wyższych klas gimnazyów i szkół realnych. Lwów, 1891
- Podręcznik arytmetyki i algebry dla średniego i wyższego stopnia nauki w gimnazyach i szkołach realnych. Lwów, Towarzystwo Nauczycieli Szkół Wyższych, 1910